# Acrolophus satyrisca
Acrolophus satyrisca är en fjärilsart som beskrevs av Edward Meyrick 1927. Acrolophus satyrisca ingår i släktet Acrolophus och familjen Acrolophidae. Inga underarter finns listade i Catalogue of Life.